# 伍華
伍華（1874年—1950年），香港建築商，於香港出生，祖籍為廣東台山，其約於1920年代創辦的生泰建築公司承造了多個政府和私人建築工程。他亦曾任保良局和東華醫院總理。其子為曾任市政局議員的伍秉堅。
伍華當初在海軍船塢擔任工人領班，後來創辦生泰建築公司承造建築工程。省港大罷工期間，他調動旗下七百名工人替政府辦事，甚得時任香港總督金文泰歡心。香港保衛戰期間，他同樣調動工人幫助搬運政府物資。香港日佔時期，伍華獲委任為以周壽臣為首的華民各界協議會的委員。

## 主要作品
- 油麻地避風塘
- 瑪麗醫院宿舍
- 赤柱監獄
- 皇后戲院
- 聖士提反書院
- 北角發電廠
- 大潭篤水塘
- 德士古填海工程
- 畢打行
- 青山禪院「香海名山牌樓」

## 以其命名的事物
- 天主教伍華中學：位於新蒲崗
- 天主教伍華小學：位於新蒲崗
- 伍華堂：位於聖士提反書院，為香港三級歷史建築